# 볼투르노강
볼투르노(이탈리아어: Volturno)는 이탈리아 남부에 있는 강이다. 볼투르노란 말은 고대 라틴어 이름(라틴어: Volturnus)에서 왔는데 이는 "volvere"라는 단어에서 왔다. "돌다, 구르다"라는 뜻이다.

## 지리
볼투르노강은 로체타 아 볼투르노(몰리세주 이세르니아 지방) 아브루초주 삼늄의 중앙 아펜니노산맥에서 기원하여 카이아조 근처 칼로강과 만나는 지점까지 남동쪽으로 흐른 후 베나프로까지는 남쪽으로 흐른다. 이후 남서쪽으로 방향을 틀어 카푸아를 지나 티레니아해에 유입된다. 최종 도착지는 카스텔 볼투르노라고 하는 곳인데, 나폴리에서 북서쪽에 있다. 강의 길이는 총 175 km이다.
약 120 km 지난 유역, 카이아조에서 8 km 동쪽으로 떨어진 지점에서 칼로어강과 만난다. 합쳐진 물줄기는 남남서쪽으로 흘러 카푸아쪽으로 흘러간다. 카푸아 근처에서 아피아 가도와 라티나 가도가 볼투르노강 북쪽의 다리에서 만난다. 캄파니아 평야에서 매우 많이 굽이쳐 흐른 후 바다로 들어간다. 강 하류를 놓고 보면, 직선 거리는 50 km에 불과하다.

## 역사
볼투르노강은 군사적으로 중요한 의미를 갖고 있었다. 고대 로마 사람들은 볼투르눔이라는 이름의 식민지를 기원전 194년에 볼투르노강 하구 남쪽 둑에 세웠다(이전에 에트루리아도 카푸아항을 세웠음에 틀림없다). 현재 이 지역은 내륙 쪽으로 1.5 km 정도 들어간 곳이며 로마가 카푸아를 공략할 당시 군에 식량을 공급하기 위한 요새가 있었던 곳이다. 아우구스투스는 베테랑을 위한 식민지를 이 곳에 세웠고 시누에사에서 포주올리로 이어지는 도미티아나 가도가 이 지점에서 강을 가로지른다. 교량의 유적이 곳곳에서 발견되었고 강에 뜬 배는 카푸아까지 갈 수 있었다.
554년, 비잔티움 제국의 장군 라르세스가 고딕 전쟁 도중 프랑크족 알라마니족 연합군을 볼투르노강 근처에서 물리쳤다.
주세페 가리발디와 그의 1천 명 군대가 1860년 경 남부 이탈리아에 쳐들어오자, 양시칠리아 왕국의 프란체스코 2세 국왕이 나폴리로부터 도망쳐 오면서 카푸아 근처 볼투르노강 남쪽 둑에 방어 진지를 구축하였다. 피에몬테주 군대와 가리발디의 군대가 1860년 10월 1, 2일 양일간의 볼투르노 전투에서 나폴리 군대를 궤멸시켰다. 피에몬테주 군대와 가리발디의 군대가 카푸아를 함락하였다.
제2차 세계 대전 중에 독일의 방어선 중 하나로서 "볼투르노 라인"이 있었는데, 이 이름은 볼투르노강에서 따온 것이었다.